# Lubcz Mały
Lubcz Mały [ˈlupt͡ʂ ˈmawɨ] (en alemán: Klein Lubs) es un pueblo ubicado en el distrito administrativo de Gmina Krzyż Wielkopolski, dentro del distrito de Czarnków-Trzcianka, voivodato de Gran Polonia, en el oeste de Polonia central. Se encuentra aproximadamente a 5 kilómetros al noreste de Krzyż Wielkopolski, a 34 kilómetros al oeste de Czarnków, y a 80 kilómetros al noroeste de la capital regional Poznan.